# Varistaival kanal
Varistaival kanal (fi. Varistaipaleen kanava) är en kanal på Heinävesistråten i byn Varistaival i Heinävesi kommun i Södra Savolax. Tillsammans med Taivallahti kanal förbinder kanalen sjöarna Juojärvi och Varisvesi. 
Kanalen är 1 100 meter lång, har fyra slussar och en höjdskillnad på 13,30–14,20 meter. Den byggdes 1911–1913.
Varistaival kanal ligger cirka 2 kilometer sydväst om Taivallahti kanal, mellan de två kanalerna finns sjöarna Varislampi och Pieni Varislampi som är förbundna genom den öppna Mellankanalen.